# Мерцедес-Бенц CLK-класа
„Мерцедес-Бенц CLK-класа“ (Mercedes-Benz CLK-Klasse) е модел спортни автомобили (сегмент S) на германската фирма „Мерцедес-Бенц“, произвеждан в две поколения от 1997 до 2010 година.
Предлага се като купе и кабриолет с две врати, задно завижване, независимо окачване на четирите колела и четири дискови спирачки. Моделът заменя купе и кабриолет вариантите както на „Мерцедес-Бенц C-класа“, така и на „Мерцедес-Бенц E-класа“. Базиран на платформата на „C-класа“, той използва много елементи от външния дизайн на „E-класа“. В търговско отношение е позициониран под спортните модели „Мерцедес-Бенц CL-класа“ и „Мерцедес-Бенц SL-класа“, но над „Мерцедес-Бенц SLK-класа“. От третото поколение моделът се предлага като вариант на „E-класа“.
Името на модела произлиза от съкращението на немски „Coupe-Light-Kurz“ („Купе-Леко-Късо“).

## Първо поколение (1997 – 2003; W208/A208)
Първото поколение на CLK се произвежда от 1996 г. Версиите, които се предлагат в първото поколение CLK и се различават по двигателите си, са: CLK 200 (136 кс (100 kW)), CLK 200 Kompressor (163 кс (120 kW)), CLK 230 Kompressor (193 кс (142 kW) и новият мотор от 2001 със 197 кс (145 kW)), CLK 320 (218 кс (160 kW)), CLK 430 (279 кс (205 kW), CLK 55 AMG (372 кс (274 kW)) и CLK GTR 612 кс (450 kW). Всичките са предлагани във купе и кабрио варианти.
CLK 320 купе се предлага през 1997 г., задвижвано от 3.2 л. V6 двигател. Състезателното купе CLK GTR се появява през 1998 г. и се задвижва от 6.9 л V12 двигател. Заедно с него е пусната серията от 25 автомобила CLK GTR покриващи изискванията за движение по обществените пътища. CLK 320 кабрио и CLK 430 с 4.3 л. V8 двигател са пуснати в продажба през 1999 г. Мощното CLK 55 AMG се продава от 2000 г. и използва „M113“ 5.4 L V8 двигател. CLK 55 AMG кабрио е пуснат в продажба през 2002 г., малко преди края на производството на това поколение CLK.
През 2000 г. е пуснат фейслифт с променен бордови мултифункционален дисплей, мултифункционален волан с бутони, типтроник автоматична скоростна кутия, променени брони и мигачи монтирани в страничните огледала. Предлага се с 5-степенна ръчна или автоматична трансмисия, а от 2000 г. с шестстепенна скоростна ръчна трансмисия.

### CLK GTR
The Mercedes-Benz CLK-GTR е състезателна кола със V12 проектирана за състезателния сезон на 1997 г. FIA GT шампионата.

## Второ поколение (2002 – 2009; W209/A209)
CLK-класата се появява в нова генерация през 2003 г., и кабрио версията е пусната през 2004 г. Това поколение на CLK е по-дълго с 61 mm, по-широко с 18 mm и по-високо с 28 mm от предшественика си.
Предлаганите модели са:
- CLK 270 CDI с 2.7л, 5 цилиндров дизелов двигател и шестстепенна ръчна или петстепенна автоматична трансмисия.
- CLK 320 има 3.2 л., 18-клапанов V6 двигател (SOHC) и петстепенна автоматична трансмисия. The CLK320 се заменя от CLK350 през 2006 г.
- CLK 350 с 3.5 л., 24-клапанов (DOHC) V6 двигател и седем-степенна автоматична скоростна кутия.
- CLK 500 с 5.0 л., 24-клапанов SOHC V8 двигател и от 2005 г. се предлага със седем-степенна автоматична скоростна кутия. През 2007 г. двигателя е заменен от нов 5.5 л. 32-клапанов DOHC V8 двигател (в Америка, модела се преименува на CLK 550 от 2007 г.).
- CLK 55 AMG разполага с 5.4 л., 24-клапанов SOHC V8 двигател и 5-степенна автоматична скоростна кутия. Базовата цена му цена в САЩ е 69.900 $ за купе и US $ 87.000 за кабрио версията. Купето CLK55 AMG не се предлага в Северна Америка от 2005 г., макар кабрио версията да остава на пазара. The CLK55 е заменя от CLK63 през 2007 г.
- CLK63 AMG разполага с 6.2L V8 двигател със седемстепенна автоматична скоростна кутия. Предлага се като купе и кабрио версии, CLK63 гордее със своите 481 к.с. (354 кВт) и 630 Nm въртящ момент. В сравнение с предшественика си CLK63 има 31% повече мощност и 23% по-голям въртящ момент. CLK63 е използван като кола за сигурност във Формула 1. Той ускорява 0 – 100 km/h за 4,3 секунди.
- CLK63 AMG Black Series разполага с 6.2L V8 двигател със седемстепенна автоматична скоростна кутия а. Предлага се само в купе вариант. CLK 63 BS има 507 к.с. (373 кВт) и 630 Nm въртящ момент. Той ускорява от 0 – 100 km/h за 4,2 секунди. При него са премахнати задните седалки, има обновена задна ос, подсилен диференциал, както и напълно регулируема система на окачването.

В Европа се предлагат и следните модели CLK 200 К (1.8 л.), CLK 220 CDI (2.1 л. Редови дизел), CLK 240 (2.6 л. V6 двигател), CLK 270 CDI (2.7 л. 5 цилиндров дизел), CLK 280 (3.0 л. V6 двигател), CLK 320 CDI (3.0 л. V6 дизелов двигател). Всичките стандартно са с 6-степенна ръчна трансмисия като автоматичната скоростна кутия е опционална.
Всички модели са предназначени за четири пътника и в САЩ стандартно се предлагат с изцяло кожен салон. За Европа моделите са във версии „Elegance“ или „Avantgarde“ (луксозна или спортна). Четири цилиндровите версии се предлагат със 16 инчови джанти, докато по-големите модели CLK320, CLK350 и CLK500 идват със 17 инчови джанти, а CLK55 AMG е стандартно оборудван със 18 инчови. Кабрио версиите имат автоматичен гюрук и автоматични ролбари. След 2000 г., всички CLK в САЩ идват стандартно с телефонен асистент за аварийна помощ, автоматичен двузонов климатроник, електрически предни седалки и сензор за чистачките. Седем каналната дигитална аудио система е стандартна. Безключовото запалване /Keyless Go/, навигационната система, парктроника и ксеноновите фарове са опционални. Всички модели имат четири странични въздушни възглавници.

### CLK DTM
Специалната версия на CLK CLK DTM AMG спортен автомобил, която прилича на състезателенте автомобили за немските DTM състезателни серии, има атмосферен 4.0 L V8 двигател, ограничен до 500 к.с. 100 купе и 80 кабрио версии са пуснати за продажба в Европа, с компресорен 5.4 л V8 AMG двигател, с 428 кВт (582 к.с.) и 800 Nm. Предните и задните оси са по-широки със 74 и 110 мм съответно. Специални гуми и модифицираното окачване позволяват на автомобила да достигне 1.35 G (13 m / s²) ускорение. Ускорението 0 – 100 км/ч е само за 3.8 секунди, а максималната скорост е ограничена на 322 км/ч. В Германия, колата струва 236 060 евро. The CLK DTM AMG е произвеждан само през 2004 г. и първоначалното предлагане на превозното средство е ограничено само до специална поръчка или покана от Мерцедец-Бенц за покупка.
В допълнение към купето с твърд покрив CLK DTM AMG, 80 кабрио версии на CLK DTM са произведени през 2006 г., носейки името Mercedes-Benz CLK DTM AMG Cabriolet. В сравнение с купетата, ограничението на скоростта е намалено още повече и максимална скорост е 300 км/ч (вероятно гюрука не е в състояние да издържи на силните въздушни струи безопасно).
Собствениците на CLK DTM Cabriolet включват бившите McLaren Mercedes Формула 1 пилоти Хуон Пабло Монтоя и Мика Хакинен. Хакинен се състезава в DTM през 2005 – 2007 г. Бившият пилот от Формула 1 Кими Райконен и настоящия пилот на Макларън-Мерцедес Дженсън Бътън притежават версията с твърд покрив на CLK DTM.